# New Riders of the Purple Sage
New Riders of the Purple Sage je americká country rocková skupina. Většina původních členů hrála ve skupině Grateful Dead. Ve skupině se vystřídalo přes dvacet hudebníků.

## Diskografie

### Studiová a koncertní alba
| Rok vydání | Název                                             | Vydavatelství |
| ---------- | ------------------------------------------------- | ------------- |
| 1971       | New Riders of the Purple Sage                     | Columbia      |
| 1972       | Powerglide                                        | Columbia      |
| 1972       | Gypsy Cowboy                                      | Columbia      |
| 1973       | The Adventures of Panama Red                      | Columbia      |
| 1974       | Home, Home on the Road                            | Columbia      |
| 1974       | Brujo                                             | Columbia      |
| 1975       | Oh, What a Mighty Time                            | Columbia      |
| 1976       | New Riders                                        | MCA           |
| 1977       | Who Are Those Guys?                               | MCA           |
| 1977       | Marin County Line                                 | MCA           |
| 1981       | Feelin' All Right                                 | A&M           |
| 1986       | Before Time Began                                 | Relix         |
| 1986       | Vintage NRPS                                      | Relix         |
| 1989       | Keep On Keepin' On                                | Mu            |
| 1992       | Midnight Moonlight                                | Relix         |
| 1993       | Live on Stage                                     | Relix         |
| 1994       | Live in Japan                                     | Relix         |
| 1995       | Live                                              | Avenue        |
| 2003       | Worcester, MA, 4/4/73                             | Kufala        |
| 2003       | Boston Music Hall, 12/5/72                        | Kufala        |
| 2004       | Veneta, Oregon, 8/27/72                           | Kufala        |
| 2005       | Armadillo World Headquarters, Austin, TX, 6/13/75 | Kufala        |
| 2007       | S.U.N.Y., Stonybrook, NY, 3/17/73                 | Kufala        |
| 2007       | Wanted: Live at Turkey Trot                       | Fa-Ka-Wee     |
| 2009       | Winterland, San Francisco, CA, 12/31/77           | Kufala        |
| 2009       | Where I Come From                                 | Woodstock     |

### Kompilační alba
| Rok vydání | Název                                                   | Vydavatelství |
| ---------- | ------------------------------------------------------- | ------------- |
| 1976       | The Best of New Riders of the Purple Sage               | Columbia      |
| 1992       | The Relix Bay Rock Shop, No. 1                          | Relix         |
| 1994       | Wasted Tasters                                          | Raven         |
| 1995       | Relix's Best of the Early New Riders of the Purple Sage | Relix         |
| 1997       | Relix's Best of the New New Riders of the Purple Sage   | Relix         |
| 2000       | Ridin' with Panama Red                                  | Sony          |
| 2006       | Cactus Juice                                            | Arcadia       |
| 2009       | Very Best of the Relix Years                            | Retro World   |